# Regensburger Hütte
Die Regensburger Hütte (italienisch Rifugio Firenze in Cisles, ladinisch Utia de Ncisles) ist eine Schutzhütte auf der Cislesalm in Gröden in den Südtiroler Dolomiten. Die im Naturpark Puez-Geisler gelegene Alm dient als Ausgangspunkt für Wanderungen und Klettertouren in der Geislergruppe und der Puezgruppe.

## Namen
Die heute üblichen deutschen und italienischen Namen der Hütte beziehen sich auf die früheren Besitzer der Hütte, die Sektion Regensburg des DuOeAV und die Sektion Florenz des CAI.

## Geschichte
Die Hütte wurde in den Jahren 1888/89 durch die Sektion Regensburg des Deutschen und Österreichischen Alpenverein erbaut. Es handelte sich um die erste Alpenvereinshütte in Gröden. Die Planung der Hütte erfolgte durch den Architekten Max Schultze, Fürstl. Thurn und Taxis'scher Oberbaurat aus Regensburg. Er trug die Kosten für den Bau, da der Sektion Regensburg für die Errichtung die finanziellen Mittel fehlten. 1906 übergab der Erbauer und Eigentümer die Hütte an die Sektion. 1921 wurde sie infolge des Ersten Weltkrieges durch Italien beschlagnahmt. Als Folge dessen wurde im Jahr 1930 die Neue Regensburger Hütte durch die Sektion Regensburg in den Stubaier Alpen erbaut.

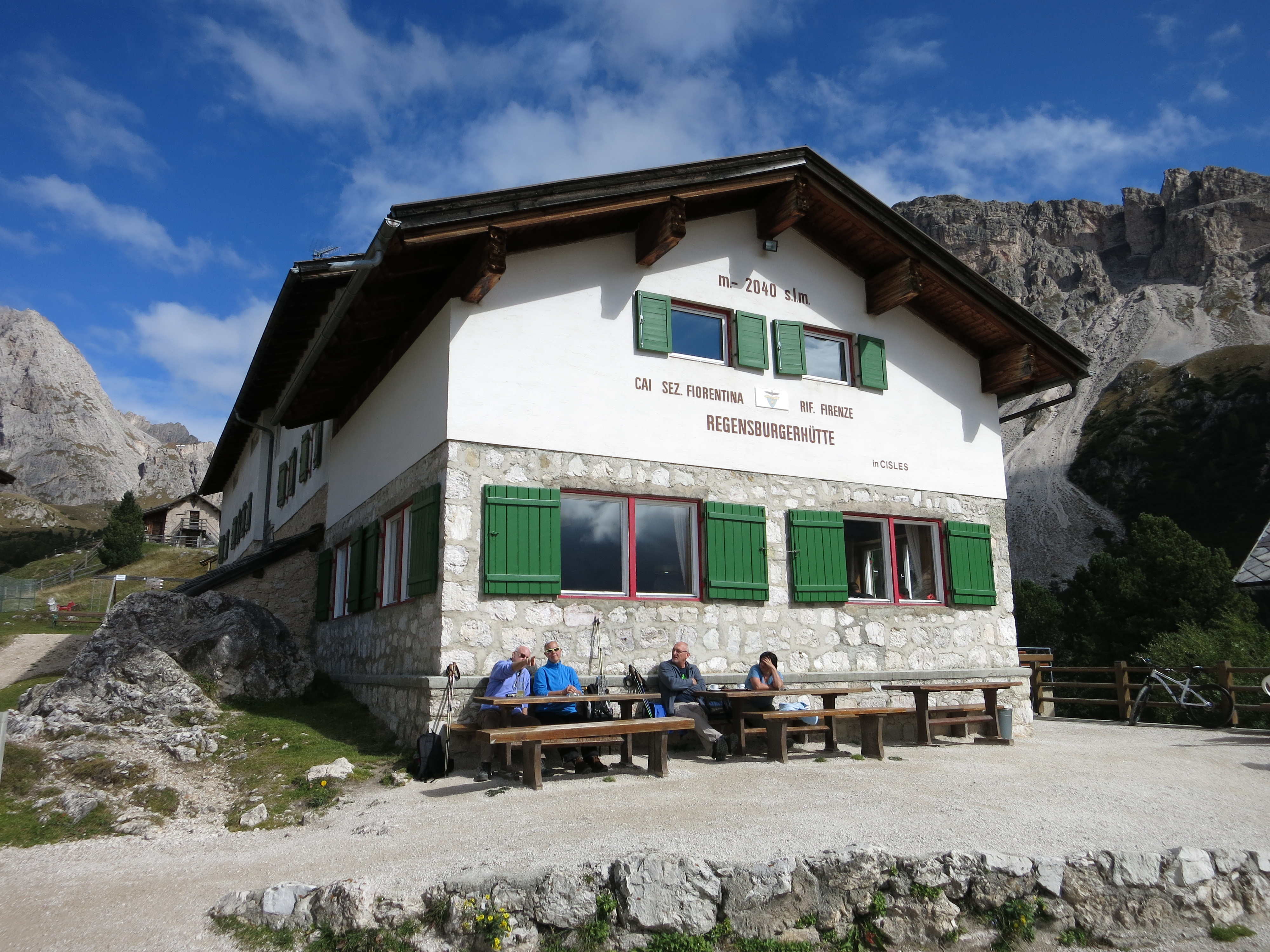
Vor der Regensburger Hütte

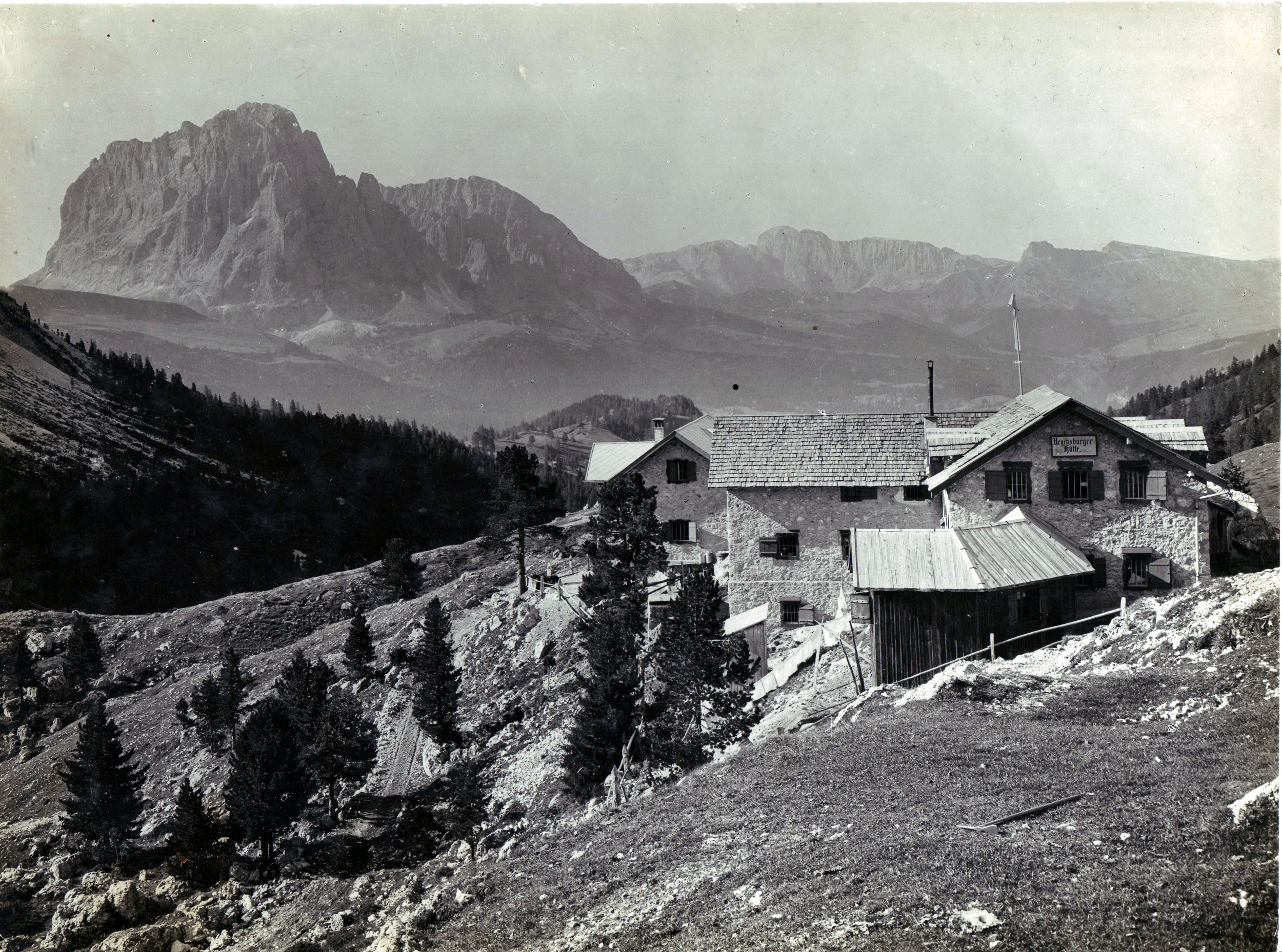
Die Regensburger Hütte um 1900 mit Blick Richtung Langkofel

Die alte Regensburger Hütte fiel letztlich an die Sektion Florenz des CAI, der sie anschließend unter neuem Namen (Rifugio Firenze) betrieb. 1980 wurde die Hütte zuletzt renoviert und umgebaut.
Zusammen mit 24 weiteren vom Staat enteigneten Schutzhütten ging die Regensburger Hütte 1999 in das Eigentum der Südtiroler Landesverwaltung über; mit Jahresende 2010 lief die Konzession zu deren Führung durch den CAI aus. Seit 2015 wird das Land Südtirol bei der Verwaltung der Hütte (Vergabe an Pächter, Überwachung der Führung, Sanierungsmaßnahmen) durch eine paritätische Kommission unterstützt, in der neben der öffentlichen Hand auch der AVS und der CAI vertreten sind.

## Touren

### Aufstieg
- Von St. Christina in Gröden (Gröden) (1400 m) mit dem Lift über Col Raiser in ca. 15 Minuten
- Von der Talstation des Lifts Col Raiser in St. Christina in Gröden in ca. 1,5 Stunden[4]
- Von Wolkenstein in Gröden (1540 m) in ca. 1,5 Stunden
- Von St. Ulrich in Gröden (1236 m) in ca. 2,5 Stunden

### Übergänge
- Von der Fermeda-Hütte (Rifugio Fermeda) in ca. 0,5 Stunden
- Von der Brogleshütte (Rifugio Malga Brogles) über Weißbrunneck (Dosso di Fontana Bianca) und Mittag-Scharte (Forcella de Mesdì) (2760 m) in ca. 3 Stunden
- Juac-Hütte (Rifugio Juac), 45 Minuten
- Puezhütte (Rifugio Puez) über Forcella Forces de Sielles (2505 m) in 2,5–3 Stunden
- Schlüterhütte (2306 m), 4 Stunden
- Langkofelhütte (2256 m), 4,5 Stunden[5]

### Gipfel- und Tagestouren
- Sass Rigais (3025 m), 3 Stunden
- Piz Duleda (2909 m), 3 Stunden[6]
- Col dala Pieres (2747 m), 2 Stunden[7]
- Fermedatürme (2873 m), 3 Stunden